# Chiasmodolon bhagwandorum
Chiasmodolon bhagwandorum är en insektsart som beskrevs av Dietrich. Chiasmodolon bhagwandorum ingår i släktet Chiasmodolon och familjen dvärgstritar. Inga underarter finns listade i Catalogue of Life.